# Olympische Sommerspiele 2016/Teilnehmer (Äthiopien)
| Gelbes Symbol für Goldmedaillen mit stilisierten Olympischen Ringen | Graues Symbol für Silbermedaillen mit stilisierten Olympischen Ringen | Braundes Symbol für Bronzemedaillen mit stilisierten Olympischen Ringen |
| ------------------------------------------------------------------- | --------------------------------------------------------------------- | ----------------------------------------------------------------------- |
| 1                                                                   | 2                                                                     | 5                                                                       |

Äthiopien nahm an den Olympischen Spielen 2016 in Rio de Janeiro teil. Es war die insgesamt dreizehnte Teilnahme an Olympischen Sommerspielen. Das  Ethiopian Olympic Committee nominierte 38 Athleten in drei Sportarten. Mit Yonas Kinde startete ein weiterer Äthiopier für das Refugee Olympic Team.
Fahnenträger bei der Eröffnungsfeier war der Schwimmer Robel Kiros Habte.  Bei der Schlussfeier repräsentierte die Leichtathletin und Olympiasiegerin Almaz Ayana ihre Delegation.

## Medaillen

### Medaillenspiegel
| Medaillenspiegel Ägypten |                |                              |                           |                           |        |
| Platz                    | Sportart       | Goldmedaille – Olympiasieger | Silbermedaille – 2. Platz | Bronzemedaille – 3. Platz | Gesamt |
| 1                        | Leichtathletik | 1                            | 2                         | 5                         | 8      |

### Medaillengewinner

#### Gold
| Name        | Sportart       | Wettkampf     |
| ----------- | -------------- | ------------- |
| Almaz Ayana | Leichtathletik | 10.000 m Lauf |

#### Silber
| Name           | Sportart       | Wettkampf   |
| -------------- | -------------- | ----------- |
| Genzebe Dibaba | Leichtathletik | 1500 m Lauf |
| Feyisa Lilesa  | Leichtathletik | Marathon    |

#### Bronze
| Name            | Sportart       | Wettkampf     |
| --------------- | -------------- | ------------- |
| Almaz Ayana     | Leichtathletik | 5000 m Lauf   |
| Tirunesh Dibaba | Leichtathletik | 10.000 m Lauf |
| Mare Dibaba     | Leichtathletik | Marathon      |
| Hagos Gebrhiwet | Leichtathletik | 5000 m Lauf   |
| Tamirat Tola    | Leichtathletik | 10.000 m Lauf |

## Teilnehmer nach Sportarten

### Leichtathletik
Laufen und Gehen
| Athleten             | Wettbewerb       | Vorlauf          | Vorlauf          | Halbfinale       | Halbfinale       | Finale           | Finale           | Rang             |
| Athleten             | Wettbewerb       | Zeit             | Rang             | Zeit             | Rang             | Zeit             | Rang             | Rang             |
| -------------------- | ---------------- | ---------------- | ---------------- | ---------------- | ---------------- | ---------------- | ---------------- | ---------------- |
| Frauen               |                  |                  |                  |                  |                  |                  |                  |                  |
| Habitam Alemu        | 800 m            | 1:58,99 min      | 3                | 2:00,07 min      | 6                | ausgeschieden    | ausgeschieden    | ausgeschieden    |
| Tigist Assefa        | 800 m            | 2:00,21 min      | 21               | ausgeschieden    | ausgeschieden    | ausgeschieden    | ausgeschieden    | ausgeschieden    |
| Gudaf Tsegay         | 800 m            | 2:00,13 min      | 19               | ausgeschieden    | ausgeschieden    | ausgeschieden    | ausgeschieden    | ausgeschieden    |
| Genzebe Dibaba       | 1500 m           | 4:10,61 min      | 22               | 4:03,06 min      | 1                | 4:10,27 min      | 2                | Silber           |
| Dawit Seyaum         | 1500 m           | 4:05,33 min      | 1                | 4:04,25 min      | 2                | 4:13,14 min      | 8                | 8                |
| Besu Sado            | 1500 m           | 4:08,11 min      | 14               | 4:05,19 min      | 4                | 4:13,58 min      | 9                | 9                |
| Almaz Ayana          | 5000 m           | 15:04,35 min     | 1                | –                | –                | 14:33,59 min     | 3                | Bronze           |
| Senbere Teferi       | 5000 m           | 15:17,43 min     | 2                | –                | –                | 14:43,75 min     | 5                | 5                |
| Ababel Yeshaneh      | 5000 m           | 15:24,38 min     | 15               | –                | –                | 15:18,26 min     | 14               | 14               |
| Tirunesh Dibaba      | 10.000 m         | –                | –                | –                | –                | 29:42,56 min     | 3                | Bronze           |
| Almaz Ayana          | 10.000 m         | –                | –                | –                | –                | 29:17,45 min     | 1                | Gold             |
| Gelete Burka         | 10.000 m         | –                | –                | –                | –                | 30:26,66 min     | 8                | 8                |
| Hiwot Ayalew         | 3000 m Hindernis | 9:35,09 min      | 25               | –                | –                | ausgeschieden    | ausgeschieden    | ausgeschieden    |
| Sofia Assefa         | 3000 m Hindernis | 9:18,75 min      | 5                | –                | –                | 9:17,15 min      | 5                | 5                |
| Etenesh Diro         | 3000 m Hindernis | 9:34,70 min      | 24               | –                | –                | 9:38,77 min      | 15               | 15               |
| Mare Dibaba          | Marathon         | –                | –                | –                | –                | 2:24:30 h        | 3                | Bronze           |
| Tigist Tufa          | Marathon         | –                | –                | –                | –                | nicht beendet    | nicht beendet    | nicht beendet    |
| Tirfi Tsegaye        | Marathon         | –                | –                | –                | –                | 2:24:47 h        | 4                | 4                |
| Yehualeye Beletew    | 20 km Gehen      | –                | –                | –                | –                | disqualifiziert  | disqualifiziert  | disqualifiziert  |
| Askale Tiksa         | 20 km Gehen      | –                | –                | –                | –                | 1:44:15 min      | 61               | 61               |
| Männer               |                  |                  |                  |                  |                  |                  |                  |                  |
| Mohammed Aman        | 800 m            | 1:48,33 min      | 31               | 1:46,14 min      | 8                | ausgeschieden    | ausgeschieden    | ausgeschieden    |
| Dawit Wolde          | 1500 m           | 3:39,29 min      | 14               | 3:41,42 min      | 10               | ausgeschieden    | ausgeschieden    | ausgeschieden    |
| Aman Wote            | 1500 m           | nicht angetreten | nicht angetreten | nicht angetreten | nicht angetreten | nicht angetreten | nicht angetreten | nicht angetreten |
| Mekonnen Gebremedhin | 1500 m           | 3:47,33 min      | 29               | 3:40,69 min      | 6                | ausgeschieden    | ausgeschieden    | ausgeschieden    |
| Dejen Gebremeskel    | 5000 m           | 13:19,67 min     | 3                | –                | –                | 13:15,91 min     | 12               | 12               |
| Muktar Edris         | 5000 m           | 13:19,65 min     | 2                | –                | –                | disqualifiziert  | disqualifiziert  | disqualifiziert  |
| Hagos Gebrhiwet      | 5000 m           | 13:24,65 min     | 11               | –                | –                | 13:04,35 min     | 3                | Bronze           |
| Yigrem Demelash      | 10.000 m         | –                | –                | –                | –                | 27:06,27 min     | 4                | 4                |
| Tamirat Tola         | 10.000 m         | –                | –                | –                | –                | 27:06,26 min     | 3                | Bronze           |
| Abadi Embaye         | 10.000 m         | –                | –                | –                | –                | 27:36,34 min     | 15               | 15               |
| Chala Beyo           | 3000 m Hindernis | 8:32,06 min      | 20               | –                | –                | ausgeschieden    | ausgeschieden    | ausgeschieden    |
| Hailemariyam Amare   | 3000 m Hindernis | 8:35,01 min      | 28               | –                | –                | ausgeschieden    | ausgeschieden    | ausgeschieden    |
| Tafese Seboka        | 3000 m Hindernis | disqualifiziert  | disqualifiziert  | disqualifiziert  | disqualifiziert  | disqualifiziert  | disqualifiziert  | disqualifiziert  |
| Lemi Berhanu         | Marathon         | –                | –                | –                | –                | 2:13:29 h        | 13               | 13               |
| Tesfaye Abera        | Marathon         | –                | –                | –                | –                | nicht beendet    | nicht beendet    | nicht beendet    |
| Feyisa Lilesa        | Marathon         | –                | –                | –                | –                | 2:09:54 h        | 2                | Silber           |

### Radsport

#### Straße
| Athleten     | Wettbewerb    | Zeit          | Rang          |
| ------------ | ------------- | ------------- | ------------- |
| Männer       |               |               |               |
| Tsgabu Grmay | Straßenrennen | nicht beendet | nicht beendet |

### Schwimmen
| Athleten                  | Wettbewerb     | Vorlauf     | Vorlauf | Halbfinale    | Halbfinale    | Finale        | Finale        | Rang |
| Athleten                  | Wettbewerb     | Zeit        | Rang    | Zeit          | Rang          | Zeit          | Rang          | Rang |
| ------------------------- | -------------- | ----------- | ------- | ------------- | ------------- | ------------- | ------------- | ---- |
| Frauen                    |                |             |         |               |               |               |               |      |
| Rahel Fseha Gebresilassie | 50 m Freistil  | 32,51 s     | 75      | ausgeschieden | ausgeschieden | ausgeschieden | ausgeschieden | 75   |
| Männer                    |                |             |         |               |               |               |               |      |
| Robel Kiros Habte         | 100 m Freistil | 1:04,95 min | 59      | ausgeschieden | ausgeschieden | ausgeschieden | ausgeschieden | 59   |